# Die Gebrüder Weihnachtsmann
Die Gebrüder Weihnachtsmann (Fred Claus) ist eine US-amerikanische Fantasy-Filmkomödie aus dem Jahr 2007. Regie führte David Dobkin, das Drehbuch schrieb Dan Fogelman. Hauptdarsteller sind Vince Vaughn und Paul Giamatti.

## Handlung
Die Brüder Fred Claus und Nick (Santa) Claus wachsen am Nordpol auf. Fred hatte zwar versprochen, der allerbeste große Bruder zu sein, doch fällt ihm das zunehmend schwerer, da er von seinen Eltern meist nur negativ mit dem jüngeren Bruder Nick verglichen wird. Das führt dazu, dass er sein Leben und seine Eltern zu hassen beginnt. Seinem Bruder macht er keine Vorwürfe, weil dieser es ja nur gut gemeint hatte und nicht wissen konnte, wie sehr Fred dies belastete. Während Nick sich zu einem großmütigen und mildtätigen Menschen entwickelt, wird Fred zu einem leichtfüßigen Zyniker. Finanziell kommt er gerade so über die Runden. Eine neue Geschäftsidee soll den langersehnten Durchbruch bringen, funktioniert jedoch nicht, und er wird sogar in Polizeigewahrsam genommen. Er bittet seinen Bruder Nick, ihn mit 5.000 Dollar Kaution auszulösen und wenn möglich gleich 50.000 draufzulegen. Sein Bruder will ihm das Geld geben, wenn Fred persönlich am Nordpol erscheint und bei der Produktion der jährlich zu verschenkenden Spielzeuge hilft. Dazu schickt ihm Nick einen Elf, der Fred zu ihm bringen soll. Mit dem Weihnachtsschlitten geht es rasant durch die Luft, bis in Nicks Reich. In der Weihnachtswerkstatt herrscht ein reges Treiben und man erwartet dort gerade den Rationalisierungsexperten Clyde Northcutt, der die Effizienz der Arbeit des Weihnachtsmannes überprüfen soll. In der Konsequenz könnte das bedeuten, dass man die Weihnachtsmannzentrale zum Südpol verlegen würde. Dazu soll nach einem „Drei-Fehler-System“ bewertet werden. Sollten bei Ablauf des Weihnachtsgeschäfts drei gravierende Fehler passieren, ist das Schicksal der idyllischen Weihnachtsstadt am Nordpol besiegelt.
Fred soll als erstes die Artig- und Unartigliste aktualisieren, dabei geht ihm die ewige Weihnachtsmusik auf die Nerven und er legt einen zünftigen Rock ’n’ Roll auf. Alle Elfen tanzen begeistert mit Fred, anstatt ihre Arbeit zu erledigen. Für Northcutt ist diese Disziplinlosigkeit des Personals schon der erste Fehler.
Am nächsten Tag sind wichtige Unterlagen verschwunden, was sofort als Fehler Nummer zwei gewertet wird. Northcutt sieht die Verantwortung bei Fred, der sich jedoch keiner Schuld bewusst ist. Als Bestrafung wird er von Nicks Leibwächterelfen gemaßregelt und sein launenhaftes Verhalten soll von einem Therapeuten behandelt werden, was Nick strikt ablehnt. Vor Wut bewertet er alle Unartigkinder als artig, was bedeutet, dass auch sie die Geschenke bekommen, die sie sich wünschen. Damit hinkt die Produktion der Spielzeuge dem Plan hinterher und die Brüder Nick und Fred geraten in Streit. In der Folge verlässt Fred den Nordpol und Nick bekommt von Northcutt die Kündigung, da der Produktionsverzug seiner Meinung nach nun der dritte und letzte Fehler ist. Doch Fred besinnt sich indessen auf das, was wirklich wichtig ist und was das Schenken an Weihnachten ausmacht. Er reist zurück zum Nordpol und motiviert alle Elfen ihr bestes zu geben und in den verbleibenden zehn Stunden soviel Spielzeug herzustellen wie möglich. Das bedeutet allerdings, dass nicht alles hergestellt werden kann die Kinder auf ihre Wunschzettel geschrieben hatten, sondern nur ganz einfache Dinge, die schnell angefertigt sind. Fred ist auch bereit für seinen Bruder einzuspringen, der vor Gram über die ganze Situation krank geworden ist. Zu seiner Entlastung erklärt er Nick, dass es keine unartigen Kinder gäbe, sondern nur vom Leben enttäuschte, die Angst hätten oder sich nicht beachtet fühlen würden und denen müsste man schließlich helfen. Jedes Kind hätte Weihnachten ein Geschenk verdient. Das gibt seinem Bruder zu denken.
Fred bemüht sich zusammen mit Oberelf Willie alle Geschenke in der Weihnachtsnacht rechtzeitig zu verteilen. Als sie es fast geschafft haben, gelingt es Northcutt beinahe dies zu sabotieren, was ihm zum Glück nicht gelingt, weil Nick ihm ins Gewissen redet. Denn er erinnert sich, dass er Northcutt als Kind ein Geschenk, dass er sich sehnlichst wünschte, nicht gebracht hatte. Aus dieser alten Enttäuschung heraus hatte Northcutt versucht sich an Nick zu rächen. Als Northcutt nun 45 Jahre später dieses Geschenk von Nick bekommt, ist er sehr gerührt. Mit dem ersten Sonnenstrahl ist Fred zurück und alle Kinder haben ihre Geschenke bekommen. Nick ist so stolz auf Fred, dass er ihm zum allerersten Mal sagt, dass er der allerbeste große Bruder ist, den er sich nur wünschen kann.

## Kritiken
Katey Rich schrieb auf www.cinemablend.com, der Film füge dem Genre nichts Erwähnenswertes hinzu. Er sei derart „berechnet sentimental“, dass man dies als „fast zynisch“ empfinde. Vaughn und Giamatti würden gut zusammenarbeiten; Spacey spiele „urkomisch“, die anderen talentierten Darsteller wie Kathy Bates seien „verschwendet“.
Das Lexikon des Internationalen Films urteilt: „Weitgehend vergnügliche, gut besetzte Weihnachtskomödie mit einigen spaßigen Einfällen, deren Konflikte sich zum ‚Fest der Liebe‘ harmonisch in Wohlgefallen auflösen.“
Die Kritiker bei Kino.de meinten, „Die Gebrüder Weihnachtsmann“ sei eine „am Reißbrett entworfene und kalkulierte Feiertagsplotte, die für Nächstenliebe und die Kraft der Vergebung wirbt, dabei aber ungefähr so aufrichtig wirkt wie die schludrigen Spezialeffekte überzeugend.“

## Hintergrund
Der Film wurde in Chicago und in London gedreht. In die US-amerikanischen Kinos kam er am 9. November 2007, am 29. November 2007 startete er in Deutschland.

## Synchronisation
| Schauspieler         | Rolle                 | Synchronsprecher      |
| -------------------- | --------------------- | --------------------- |
| Vince Vaughn         | Fred Claus            | Stefan Fredrich       |
| Paul Giamatti        | Nick (Santa) Claus    | Andreas Fröhlich      |
| John Michael Higgins | Willie                | Frank-Otto Schenk     |
| Miranda Richardson   | Annette Claus         | Eva Kryll             |
| Rachel Weisz         | Wanda                 | Debora Weigert        |
| Kathy Bates          | Mutter Claus          | Regina Lemnitz        |
| Trevor Peacock       | Papa Claus            | Hasso Zorn            |
| Ludacris             | DJ Donnie             | Sven Hasper           |
| Elizabeth Banks      | Charlene              | Melanie Hinze         |
| Kevin Spacey         | Clyde Northcutt       | Till Hagen            |
| Allan Corduner       | Dr. Goldfarb          | Peter Reinhardt       |
| Liam James           | Fred mit 12 Jahren    | Leo Vornberger        |
| Theo Stevenson       | Nick mit 6 Jahren     | Jonas Frenz           |
| Bobb’e J. Thompson   | Samuel „Slam“ Gibbons | Karl-Alexander Seidel |
| Stephen Baldwin      | Er selbst             | Olaf Reichmann        |
| Frank Stallone       | Er selbst             | Hans-Jürgen Wolf      |
| Roger Clinton        | Er selbst             | Lutz Schnell          |
| Jeremy Swift         | Bob Elf               | Stefan Staudinger     |
| William Dick         | Gruppenführer         | Frank Ciazynski       |
| Jeffrey Dean Morgan  | älterer Mann          | Thomas Schmuckert     |
|                      | Erzähler              | Jochen Schröder       |

## Soundtrack
- Santa Claus Is Back In Town von Elvis Presley
- Rubberneckin' (Paul Oakenfold Remix) von Elvis Presley
- Jingle Bells von The Singing Dogs
- Surfin’ Bird von The Trashmen
- What A Wonderful World von Israel Kamakawiwo'ole
- Jingle Bells von Johnny Mercer
- Jingle Cats Medley von Jingle Cats
- Here Comes Santa Claus von Doris Bay
- Sleigh Ride von The Ronettes
- Fred's Factory Dance von Matter Music
- Let It Snow! Let It Snow! Let It Snow! von Dean Martin
- I Want You For Christmas von Russ Morgan and His Orchestra
- Beast Of Burden von The Rolling Stones
- Santa Claus Is Coming to Town von Jackson 5
- Christmas Wrapping von The Waitresses
- Silent Night von Sinéad O’Connor
- Auld Lang Syne Guy Lombardo von The Royal Canadians
- My Back Pages von The Byrds
- Over the Rainbow von Israel Kamakawiwo'ole
- The First Noel von Leigh Nash
- God Rest Ye Merry Gentlemen von Matt Turk with Matter Music and Gaby Moreno
- Ludacrismas von Doris Day
- Suite From Fred Claus von Christophe Beck[9]